# Segelfluggelände Eudenbach

i7
i11
i13
Das Segelfluggelände Eudenbach (auch Flugplatz Eudenbach) ist ein Segelfluggelände auf der Mußer Heide (auch Musser Heide)  bei Eudenbach, einem Stadtteil von Königswinter. Ein kleinerer Teil des Fluggeländes im Südwesten mit dem Hauptzugang liegt auf der Gemarkung von Aegidienberg bzw. dem Stadtgebiet von Bad Honnef. Im östlichen Teil des Fluggeländes verläuft die Grenze zwischen Nordrhein-Westfalen und Rheinland-Pfalz. Der rheinland-pfälzische Teil liegt nahe den Ortschaften Muß und Sauerwiese, die zur Ortsgemeinde Buchholz (Westerwald) gehören.

## Geschichte
Der Flugplatz wurde Ende der 1930er Jahre als Einsatzflugplatz der Luftwaffe gebaut. Bei der 1936 durchgeführten Rodung der Heide musste die an ihrem höchsten Punkt auf 304 m ü. NN gelegene Mußer Kapelle niedergelegt werden. Gemeinsam mit dem Flugplatz entstanden im Umkreis eine Reihe von Unterkunfts- und Munitionslagern, darunter das Lager Eudenbach (am Flugplatz), das Munitionslager Musser Heide (östlich von Gratzfeld) sowie die beiden Lager Buchholz und Süd-West (bei Stockhausen). Von 1943 bis 1945 wurde im Lager Eudenbach auch eine Seeberufsfachschule betrieben.
Am 23. März 1945, 16 Tage nach Eroberung der Ludendorff-Brücke, der „Brücke von Remagen“, überrannten westalliierte Truppen Wellesberg und den Flugplatz Eudenbach und gingen gegen Uckerath vor. Am 26. März nahm die United States Army Air Forces (USAAF) den Flugplatz in Betrieb und nutzte ihn unter der Bezeichnung Advanced Landing Ground ALG Y-71 bis zum 30. April 1945 als Versorgungs- und Evakuierungsflugplatz.
Die Nutzung als Segelfluggelände begann dann später nach dem Zweiten Weltkrieg. Im Nordwesten des Flugplatzes befindet sich seit Mitte der 1970er Jahre ein Depot bzw. Materiallager der Bundeswehr. Im Januar 2015 wurde das Areal des ehemaligen Flugplatzes durch das LVR-Amt für Denkmalpflege im Rheinland als Bodendenkmal unter Denkmalschutz gestellt. Zu dem Gesamtensemble Einsatzflughafen Eudenbach gehören auch die früheren Unterkunfts- und Munitionslager sowie das Gebiet um eine ehemalige Bahntrasse.

## Flugplatzeigenschaften
Da ein Großteil des Platzes im nach ihm benannten Naturschutzgebiet Segelfluggelände Eudenbach (SU-085) liegt, hat der Platz Graspisten: Eine 700 m lange und 40 m breite Piste (Ausrichtung 09/27) für den Motorflugbetrieb und an jedem Ende des Platzes eine knapp 310 m lange Piste für die Segelfluglandungen. Ferner verfügt das Gelände über drei parallele Windenschleppstrecken von 910 m Länge, die sich am Nordrand des Platzes befinden. Segelflugzeuge starten per Flugzeugschlepp oder Windenstart.
Als reines Segelfluggelände zugelassen, müssen Motormaschinen eine Außenstart- und Landegenehmigung beim Regierungspräsidium in Düsseldorf einholen. Die Fliegergruppe der Bundespolizei in Sankt Augustin führt am Flugplatz Eudenbach regelmäßig Hubschrauberschulungen durch.

## Ansässige Vereine
In Eudenbach sind mehrere Luftsportvereine beheimatet:
- Kölner Segelflieger e. V.[4]
- Fliegerfreunde Westerwald e. V.[5]